# Melodrama (Album)
Melodrama ist das zweite Studioalbum der neuseeländisch-kroatischen Sängerin Lorde. Es wurde am 16. Juni 2017 veröffentlicht.

## Hintergrund
Bereits im Dezember 2013, wenige Monate nach Veröffentlichung ihres Debütalbums Pure Heroine, kündigte Lorde an, an neuen Songs zu ihrem zweiten Album zu schreiben. Mit Yellow Flicker Beat entstand zudem ein Soundtrack zum Film Die Tribute von Panem – Mockingjay Teil 1, der im September 2014 veröffentlicht wurde.
Joel Little, der Produzent des ersten Albums, beteiligte sich zwar an manchen Liedern als Schreiber und Produzent, wollte jedoch nicht als ausführender Produzent wirken. Als Grund nannte er den Stilwechsel dieser Songs im Vergleich von Pure Heroine.
Nachdem Lorde 2015 als Gastsängerin am Lied Magnets der britischen House-Band Disclosure mitwirkte, bestätigte sie Anfang 2016 ihre Trennung mit ihrem Partner. Teile ihrer Verarbeitung der Trennung durch Alkoholkonsum sind im Lied Green Light enthalten, dem ersten Lied auf dem Album, dessen Namen Melodrama sie kurz vor Veröffentlichung des ersten Liedes mitteilte.
Lorde beschrieb das Album nicht als eines, auf dem sie nur über ihre Trennung singt, sondern mehr als ein Album über das Alleinsein.

## Titelliste
| #  | Titel                   | Autor(en)                                                        | Produzent(en)                                                                          | Länge |
| -- | ----------------------- | ---------------------------------------------------------------- | -------------------------------------------------------------------------------------- | ----- |
| 1  | Green Light             | Ella Yelich-O’Connor, Jack Antonoff, Joel Little                 | Ella Yelich O’Connor, Jack Antonoff, Frank Dukes, Kuk Harrell                          | 3:54  |
| 2  | Sober                   | Ella Yelich O’Connor, Jack Antonoff                              | Ella Yelich O’Connor, Jack Antonoff, James Ryan Ho, Kuk Harrell                        | 3:17  |
| 3  | Homemade Dynamite       | Ella Yelich O’Connor, Tove Lo, Jakob Jerlström, Ludvig Söderberg | Ella Yelich O’Connor, Frank Dukes, Kuk Harrell                                         | 3:09  |
| 4  | The Louvre              | Ella Yelich O’Connor, Jack Antonoff                              | Ella Yelich O’Connor, Jack Antonoff, Flume, Larry Griffin jr., Frank Dukes             | 4:31  |
| 5  | Liability               | Ella Yelich O’Connor, Jack Antonoff                              | Ella Yelich O’Connor, Jack Antonoff                                                    | 2:52  |
| 6  | Hard Feelings/ Loveless | Ella Yelich O’Connor, Jack Antonoff                              | Ella Yelich O’Connor, Jack Antonoff, Frank Dukes, James Ryan Ho                        | 6:07  |
| 7  | Sober II (Melodrama)    | Ella Yelich O’Connor, Jack Antonoff                              | Ella Yelich O’Connor, Jack Antonoff, Frank Dukes, Larry Griffin jr., Kuk Harrell       | 2:58  |
| 8  | Writer in the Dark      | Ella Yelich O’Connor, Jack Antonoff                              | Ella Yelich O’Connor, Jack Antonoff                                                    | 3:36  |
| 9  | Supercut                | Ella Yelich O’Connor, Jack Antonoff                              | Ella Yelich O’Connor, Jack Antonoff, Joel Little, Frank Dukes, Jean-Benoît Dunckel     | 4:37  |
| 10 | Liability (Reprise)     | Ella Yelich O’Connor, Jack Antonoff                              | Ella Yelich O’Connor, Jack Antonoff                                                    | 2:16  |
| 11 | Perfect Places          | Ella Yelich O’Connor, Jack Antonoff                              | Ella Yelich O’Connor, Jack Antonoff, Andrew Wyatt, Frank Dukes, T-Minus, James Ryan Ho | 3:41  |

## Veröffentlichung
Der erste Song, Green Light, wurde am 2. März 2017 veröffentlicht, und erhielt Platin in den Vereinigten Staaten sowie in Australien. Liability wurde eine Woche später als Promo-Single verbreitet. In der Sendung Saturday Night Live hatte sie mit beiden Songs den ersten Liveauftritt nach über zwei Jahren.
Am 1. Juni 2017 wurde Perfect Places veröffentlicht, kurz darauf folgte die zweite Promo-Single Sober. Die Veröffentlichung ihres Songs Homemade Dynamite resultierte in einen Remix mit den Künstlern Post Malone, Khalid und SZA.
Vom 26. September bis 19. Oktober 2017 ging Lorde mit ihrem neuen Album auf Tour über die ganze Welt und veranstaltete 2018 eine zusätzliche Tour durch die USA.

## Rezensionen
Auf der Website Metacritic erhielt das Album 91 von 100 Punkten, basierend auf 32 Kritiken.

## Kommerzieller Erfolg

### Chartplatzierungen
| ChartsChartplatzierungen       | Höchstplatzierung | Wochen |
| ------------------------------ | ----------------- | ------ |
| Australien (ARIA)              | 1 (40 Wo.)        | 40     |
| Deutschland (GfK)              | 11 (10 Wo.)       | 10     |
| Neuseeland (RMNZ)              | 1 (61 Wo.)        | 61     |
| Österreich (Ö3)                | 8 (6 Wo.)         | 6      |
| Schweiz (IFPI)                 | 7 (7 Wo.)         | 7      |
| Vereinigte Staaten (Billboard) | 1 (43 Wo.)        | 43     |
| Vereinigtes Königreich (OCC)   | 5 (21 Wo.)        | 21     |

| ChartsJahrescharts (2017)      | Platzierung |
| ------------------------------ | ----------- |
| Australien (ARIA)              | 13          |
| Neuseeland (RMNZ)              | 5           |
| Vereinigte Staaten (Billboard) | 114         |

| ChartsJahrescharts (2018) | Platzierung |
| ------------------------- | ----------- |
| Australien (ARIA)         | 67          |
| Neuseeland (RMNZ)         | 36          |

### Auszeichnungen für Musikverkäufe
| Land/Region                  | Auszeichnungen für Musikverkäufe (Land/Region, Auszeichnung, Verkäufe) | Verkäufe  |
| ---------------------------- | ---------------------------------------------------------------------- | --------- |
| Australien (ARIA)            | 2× Platin                                                              | 140.000   |
| Brasilien (PMB)              | Gold                                                                   | 20.000    |
| Dänemark (IFPI)              | Gold                                                                   | 10.000    |
| Kanada (MC)                  | 2× Platin                                                              | 160.000   |
| Neuseeland (RMNZ)            | 4× Platin                                                              | 60.000    |
| Österreich (IFPI)            | Gold                                                                   | 7.500     |
| Polen (ZPAV)                 | Gold                                                                   | 10.000    |
| Schweden (IFPI)              | Gold                                                                   | 15.000    |
| Vereinigte Staaten (RIAA)    | Platin                                                                 | 1.000.000 |
| Vereinigtes Königreich (BPI) | Gold                                                                   | 169.000   |
| Insgesamt                    | 6× Gold · 9× Platin ·                                                  | 1.591.500 |

Hauptartikel: Lorde/Auszeichnungen für Musikverkäufe